# En l'amor i la guerra
En l'amor i la guerra (títol original: In Love and War) és una pel·lícula de drama romàntic de 1996 dirigida per Richard Attenborough i basada en el llibre Hemingway in Love and War de Henry S. Villard i James Nagel. És protagonitzada per Sandra Bullock, Chris O'Donnell, Mackenzie Astin, i Margot Steinberg. La seva acció té lloc durant la Primera Guerra Mundial i està basada en les experiències en temps de guerra de l'escriptor Ernest Hemingway. La pel·lícula va participar en el 47è Festival Internacional de Cinema de Berlín. Ha estat traduïda al català.

## Argument
La pel·lícula és basa en gran part en les experiències de la vida real de Hemingway en la Primera Guerra Mundial com a jove conductor d'ambulàncies a Itàlia. A l'ofensiva del Piave, una bomba li va destrossar una cama i el van enviar a un hospital militar, on va compartir una habitació amb Villard (qui més tard va escriure el llibre en què es basa la pel·lícula). Allà va conèixer la infermera americana Agnes von Kurowsky, que va ser el gran amor de la seva vida.
La pel·lícula intenta deliberadament capturar la intensitat emocional de Hemingway però es pren llibertats amb els fets. En la vida real, a diferència de la pel·lícula, la relació amb Agnes von Kurowsky probablement mai fou consumada, i la parella no es va tornar a trobar mai mes una vegada Hemingway va deixar Itàlia. Hemingway, profundament afectat per la seva relació romàntica amb Kurowsky, va escriure més tard diverses històries sobre ella, incloent A Farewell to Arms.

## Repartiment
| Sandra Bullock com Agnes Von Kurowsky |  | Sandra Bullock com Agnes Von Kurowsky |
| Sandra Bullock com Agnes Von Kurowsky |  | Chris O'Donnell com Ernest Hemingway  |

- Sandra Bullock com Agnes von Kurowsky
- Chris O'Donnell com Ernest 'Ernie' Hemingway
- Mackenzie Astin com Henry Villard
- Margot Steinberg com Mabel 'Rosie' Rose
- Alan Bennett com Porter
- Ingrid Lacey com Elsie 'Mac' MacDonald
- Emilio Bonucci com Dr. Domenico Caracciolo
- Terence Sach com Porter
- Carlo Croccolo com Town Mayor
- Tara Hugo com Katherine 'Gumshoe' De Long
- Gigi Vivan com el noi italià
- Giuseppe Bonato com l'avi
- Allegra Di Carpegna com Loretta Cavanaugh
- Diane Witter com Adele Brown
- Mindy Lee Raskin com Charlotte Anne Miller
- Tracy Hostmyer com Ruth Harper
- Tim McDonell com l'ajudant Adjutant (Tinent Alberte)